# Gaspar Zavala y Zamora
Gaspar Zavala y Zamora, (Aranda de Duero, 7 de enero de 1762 - Burgos, ¿1814?), dramaturgo popular español y traductor de los siglos XVIII a XIX.

## Biografía
No nació en Denia, como se creía, pues el crítico Guillermo Carnero ha encontrado su verdadera partida de bautismo en Aranda de Duero, aunque fue muy pronto llevado allí, y fue el cuarto de diez hermanos. Tampoco perteneció a una logia masónica afrancesada, como creyó, confundiéndose, Marcelino Menéndez Pelayo. Compuso más de setenta obras dramáticas, más seguidoras del gusto popular que de la preceptiva neoclásica, por lo que se le suele incluir en el grupo de los otros cuatro dramaturgos de teatro popular del momento, Antonio Valladares de Sotomayor, Luciano Francisco Comella, José Concha y Vicente Rodríguez de Arellano.
Escribió también teatro menor (sainetes) y tradujo las novelas y fábulas de Jean-Pierre Claris de Florian, el sobrino de Voltaire, aunque también compuso algunas novelas que parecen de inventiva propia, por ejemplo las novelas sentimentales La Eumenia o La Madrileña, teatro moral y Oderay, de espíritu prerromántico, en realidad adaptaciones de novelitas francesas. Sus piezas teatrales más célebres fueron tal vez La destrucción de Sagunto que se estrenó en Madrid el 17 de febrero de 1792 y seguía los postulados estéticos del Neoclasicismo, y la comedia sentimental La Eumenia (1805), criticada por Mor de Fuentes (1762-1848) en su prólogo a La mujer varonil (1800).

## Obras

### Teatro
- Aragón restaurado por el valor de sus hijos: Comedia nueva en tres actos 1800
- Los patriotas de Aragón. Comedia nueva en tres actos, 1808
- La mayor piedad de Leopoldo el grande: Comedia heroica en tres actos
- El Calderero de San Germán, o, el mutuo agradecimiento: Comedia en tres actos, 1818
- El premio de la humanidad: comedia famosa
- La Justina: Comedia Nueva en tres actos
- El bueno y el mal amigo
- Don Chicho
- El Día De Campo
- El Naufragio Feliz
- La Destrucción De Sagunto
- La Hidalguia De Una Inglesa
- La Justina

### Narrativa
- Obras narrativas, ed. de Guillermo Carnero, Barcelona: Sirmio, y Alicante: Universidad de Alicante, 1992.

- Datos: Q5875870
- Multimedia: Gaspar Zavala y Zamora / Q5875870